# Mathania leucothea
Mathania leucothea är en fjärilsart som först beskrevs av Molina 1782.  Mathania leucothea ingår i släktet Mathania och familjen vitfjärilar. Inga underarter finns listade i Catalogue of Life.